# Hypercompe kennedyi
Hypercompe kennedyi är en fjärilsart som beskrevs av Rothschild 1910. Hypercompe kennedyi ingår i släktet Hypercompe och familjen björnspinnare. Inga underarter finns listade i Catalogue of Life.